# Parafia Matki Bożej Nieustającej Pomocy w Porzeczu
Parafia Matki Bożej Nieustającej Pomocy w Porzeczu – rzymskokatolicka parafia znajdująca się w Porzeczu, w diecezji grodzieńskiej, w dekanacie Grodno-Wschód, na Białorusi. Parafię prowadzą redemptoryści.

## Historia
Kościół w Porzeczu wybudowano w latach 1904-1906. Początkowo miejscowość należała do parafii św. Franciszka Ksawerego w Grodnie. Parafię w Porzeczu erygował w 1919 biskup wileński bł. Jerzy Matulewicz.
W latach międzywojennych parafia liczyła ok. 3800 wiernych. Leżała w archidiecezji wileńskiej, w dekanacie Grodno.
W czasach sowieckich parafia działała. Znacjonalizowana została plebania.